# Playa de Pinedo
La Playa de Pinedo es una playa de arena fina, dunas y oleaje moderado. Se encuentra la localidad de Pinedo, actualmente pedanía de Valencia (España). Se trata de una playa de ocupación media, alta durante la época estival. Está delimitada hacia el interior por un campo de arrozales, al norte con la nueva desembocadura del río Turia y al sur con la Playa del Saler. A lo largo de sus tres kilómetros se encuentran chiringuitos, bares y restaurantes y está acondicionada con duchas.
Existe una zona libre, que va desde la famosa "Casa Negra" hasta la antigua fábrica de Plexi, que está habilitada para el nudismo.
Al sur delimita con la playa del Saler y entra dentro del espacio protegido del parque natural de la Albufera.